# Stepanida Artakhinova
Stepanida Artakhinova (en russe : Степанида Артахинова), née le 13 septembre 1989 à Oulakhan-Moungkou (en) dans la république de Sakha, est une archère handisport russe. Elle possède deux médailles de bronze paralympique : une en individuelle en 2012 et une par équipes en 2020.

## Carrière
Aux Jeux paralympiques d'été de 2012, Artakhinova remporte la médaille de bronze en individuelle catégorie arc à poulies battant sa compatriote Marina Lyzhnikova en petite finale[réf. souhaitée]. Neuf and plus tard, elle remonte sur un podium paralympique en remportant le bronze par équipes en arc à poulies avec Bair Shigaev.

## Distinctions
- 2012 : Ordre du Mérite pour la Patrie[1]